# 索発射銃

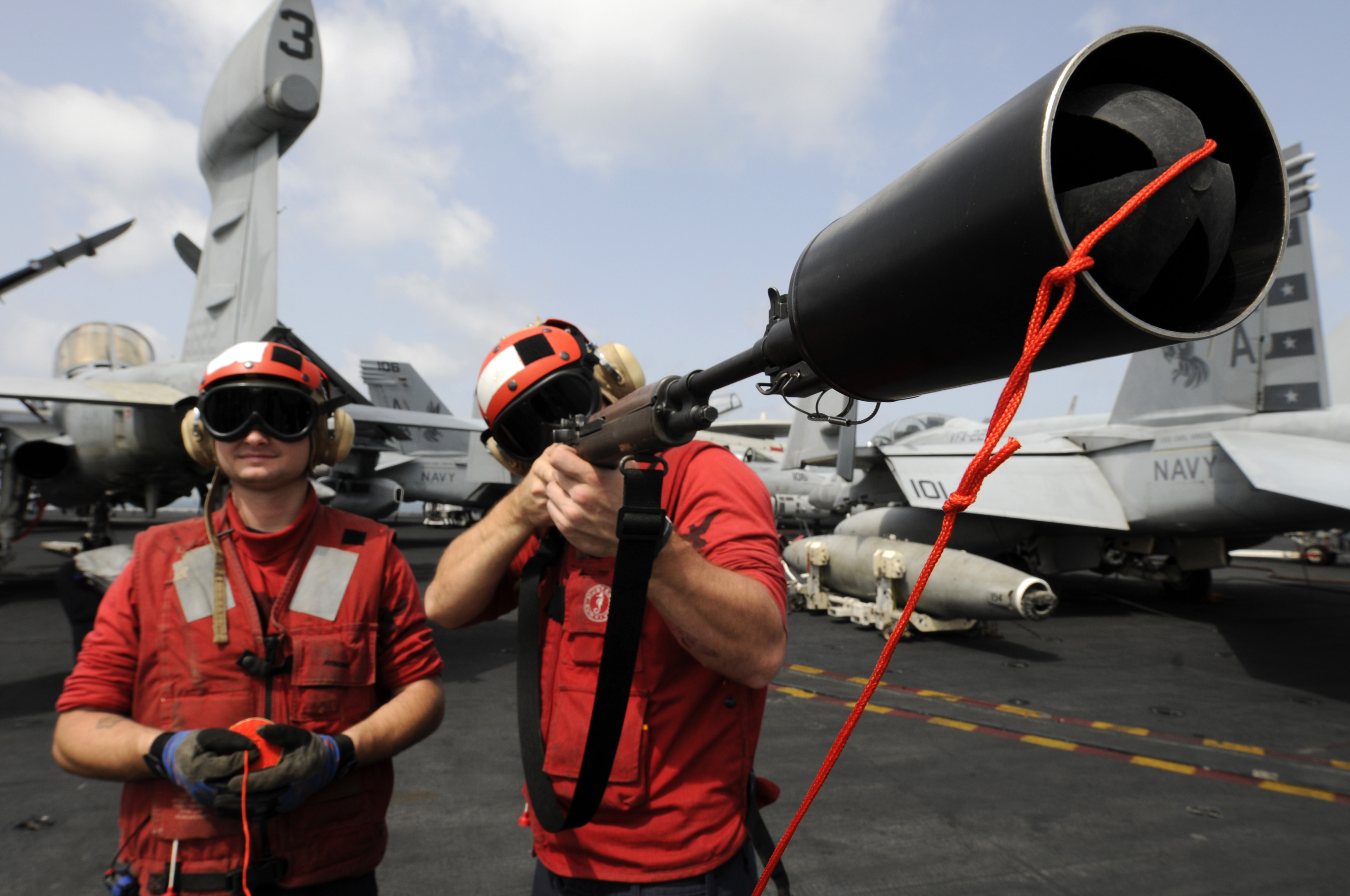
索発射銃を構えるUSS カール・ヴィンソン乗組員(2011年)

索発射銃（さくはっしゃじゅう）とは、離れた場所に索（ロープ）を投てきする為の道具である。
索発射銃は長い歴史を有しており、様々な局面でそれぞれ異なる形態で使用されている。

## 概要

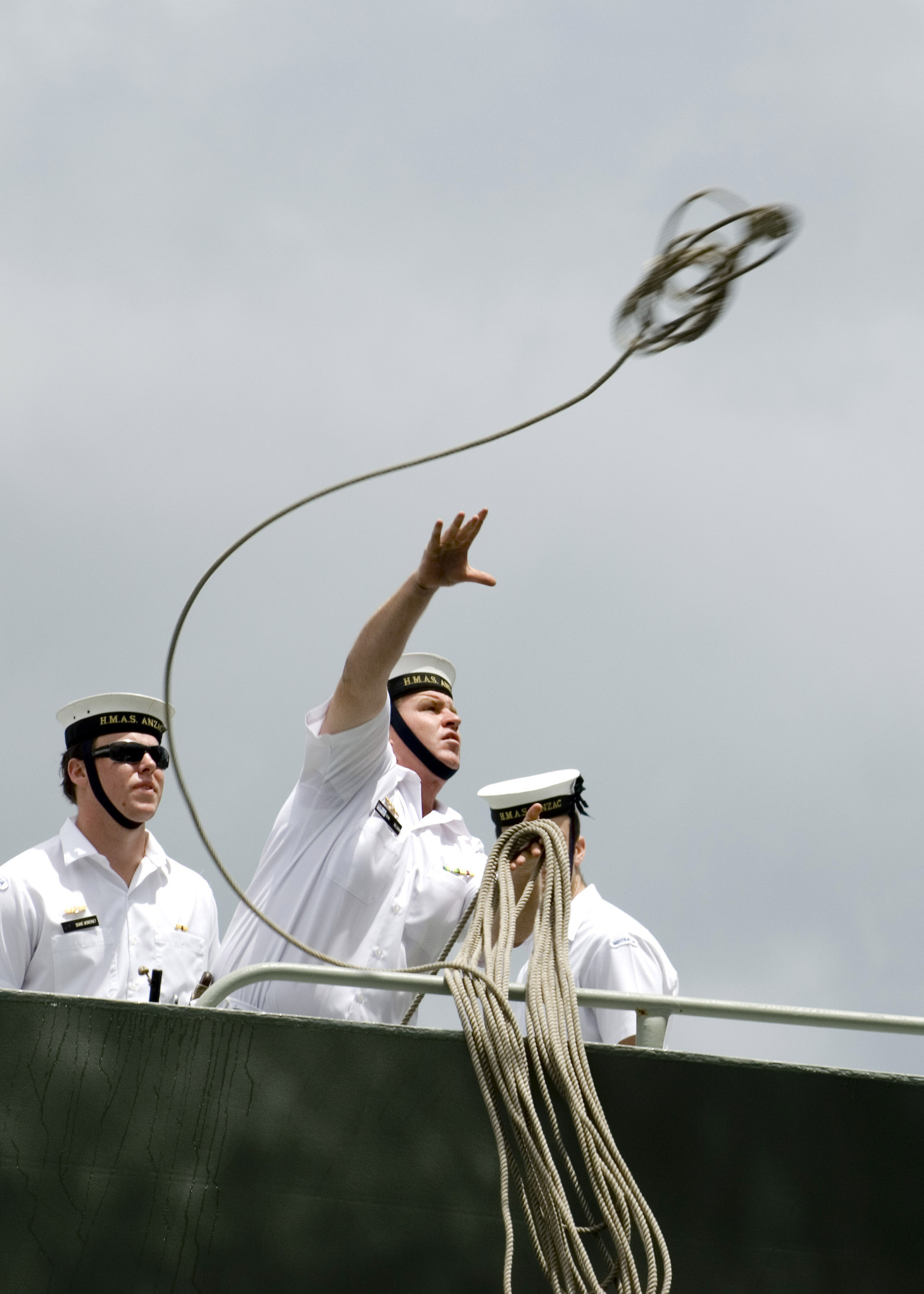
HMAS アンザック (FF 150)艦上よりHMAS トブルク (L 50)に向けて舫(係留索)を投げるオーストラリア海軍兵。投げ縄(舫取り)は水兵や船員の基礎的な技能の一つであるが、その飛距離や正確性は個人差が大きい。(2008年)

船舶が岸壁や埠頭等の係留施設へ接岸する際や、海軍の軍艦がタンカーや補給艦から洋上補給を受ける際、或いは陸上にて高所に鉤縄を設置する際などには、古来投げ縄の要領で人力でロープを投げる事が行われてきたが、その最大飛距離や正確性は縄の投げ手個人の技量や体力に左右される事が多く、その技術の向上には一定の限界が存在している。索発射銃に代表される投てき道具はこうした人力による投げ縄の限界を克服し、荒天や時化などの悪条件下でも安定した飛距離の確保を目的に開発されてきたものである。
英語ではライン・スローワー(Line thrower)と呼ばれる事が多いが、日本では運用機関により様々な呼び名が名付けられており、旧日本軍では索投擲銃(さくとうてきじゅう)、海上保安庁では舫銃(もやいじゅう)、消防では救命索発射銃(きゅうめいさくはっしゃじゅう)、建設業界では鋼索発射銃(こうさくはっしゃじゅう)などと呼ばれているが、税関による貿易統計上はこれら全てが索発射銃として分類されている。
その形態も小銃や散弾銃などのように運用者が携行して発射するものや、大砲のように地面に据え付けて発射するものまで様々であり、最初から索発射銃として専用設計されたものだけでなく、既存のマスケット銃や小銃、散弾銃、拳銃などを改造して索発射機能を持たせたものや、カップ型ライフルグレネードの形態で突撃銃や自動小銃に後付けされるものなども軍事分野では広く用いられている。
索発射銃は様々な動力を用いて索を投てきするが、特に火薬を用いるものは産業用銃砲として、信号拳銃や鋲打銃、屠殺銃、麻酔銃等と共に銃砲刀剣類所持等取締法における所持規制対象となるため、近年では動力源に圧縮空気を用いるものが主流となっている。

### 旧日本軍
大日本帝国海軍では、（以下,帝国陸軍，海軍とする）帝国陸軍より退役した甲号擲弾銃を譲り受けて改造したものや、黎明期の海兵隊に制式小銃として配備されたマルティニ・ヘンリー銃(ヘンリマルチニー銃)の構造を元にした小銃型の索発射銃を索投擲銃として採用し、萱場製作所や川口屋林銃砲火薬店(KFC)に製造を行わせていた。なお、米国在住の日本製銃器コレクターであるテリー・ジェーン・ブライアントは、帝国海軍の索投擲銃は英国のバーミンガム・スモール・アームズ(BSA)のライン・スローイングガンに形態が極めて酷似している事を指摘している。
一方、大日本帝国陸軍では兵員輸送及び敵前上陸を主任務とする船舶司令部隷下の陸軍船舶部隊(暁部隊)向けに村田銃や有坂銃を元にした独自の索投擲銃を配備していたが、帝国海軍の索投擲銃と異なり欧米のライン・スローワーに似た据え撃ち型の外観を有していた。帝国陸軍の索投擲銃は欧米のコレクターの間では村田銃ベースのものがMark A、有坂銃ベースのものがMark Bとして保存が行われているが、須川薫雄は「帝国陸軍の索投擲銃の製造元は不明」としている。
帝国海軍、帝国陸軍の索投擲銃は共に発射薬に黒色火薬を用いており、帝国海軍のものはヘンリマルチニー銃でも用いられた.577/450マルティニ・ヘンリー弾の空包、帝国陸軍のものは十三年式村田単発銃以来用いられていた11mm村田弾改造の30番径相当の真鍮薬莢を用いていた。

### 日本の製造メーカー
- ミロク精機製作所[19] - ミロクの捕鯨砲部門が分離独立した企業。
- 帝国繊維[20]
- 興亜化工[21]
- 国際化工[22]

## 歴史
1791年、英国のジョン・ベルが接岸する船に向けてロープを発射する装置を発明したが、実際に使われる事は無かった。しかし、19世紀初頭には海岸に設置して使用する様々な索発射装置が座礁した船舶から船員を救助する用途で配備された。索発射装置は近代的な通信装置や航法装置が誕生する以前の帆の時代においては、船舶に生じた深刻な問題に対する重要な器材であった。
19世紀に開発されたものの一例としては、
- マンビー臼砲（英語版） - ジョージ・ウィリアム・マンビー（英語版）により1814年に発明され、同年以降2年間で59箇所のイギリス沿岸警備隊拠点に配備された。
- ヘンリー・トレングラウス（英語版） - 1818年にロケット型の索発射装置を発明し、より遠距離に容易に索の投てきが可能となった。
- ライル砲（英語版） - 1877年に米国ライフセービングサービス（英語版）が採用した小型の索発射砲。
- エドワード・ムーニエ・ボクサー（英語版） - 1865年に二段ロケット方式のボクサー・ロケットを発明、第二次世界大戦後まで用いられた[25]。なお、ボクサーは索発射ロケットの発明の後、今日までセンターファイア実包（英語版）に於ける銃用雷管にて支配的な地位を築くに至ったボクサー式雷管をも発明している。

などが挙げられる。
大砲型やロケット型のライン・スローワーは最大で700ヤード(約640m)程の射程があったが、装置が巨大であった為に陸上から座礁船に向けて発射する運用形態が主体であった。その為、W.W.グリーナー等の幾つかの散弾銃メーカーは、船上で運用可能な最大150ヤード(約137m)程度の射程を持つ小銃型のライン・スローワーを開発したが、その反動の強さから射程の向上には一定以上の制約が避けられなかった。こうした状況が劇的に改善されるのは、1927年に英国のウィリアム・シャムリーが「銃器の火薬のガス圧力を用いて、弾丸ではなくロケットを発射する」というアイデアに基づいたシャムリー・ロケット・ピストル・アパラタス(SRPA)を発明して以降である。SRPAは最大で300ヤード(約274m)前後の射程を持ちながらも反動が非常に少なく、100ヤード(約91m)程度の近距離ではボクサー・ロケットなどのロケット型ライン・スローワーと比べてより良い正確度と精度を有しており、1928年には排水量500トン以上の英国籍船舶の全てにSRPA又はSRPA兼用信号拳銃の搭載が義務付けられる事となった。

## 近代的なシステム
近代的なロケット型索発射装置は、海上における人命の安全のための国際条約(SOLAS条約)への適合の為、多くの船舶で共通して採用されているが、1980年代後半になると空圧式索発射銃が発明され、肩付け射撃が可能な事から広く普及した。こうした空圧式で著名なものは、英国やアイルランドの特殊部隊にて鉤縄を投てきする目的で用いられているプルメット AL-52であろう。製品の構造などにもよるが、空圧式は最大射程が約120mから230m程度と火薬式に比べれば飛距離は劣るが、浮き輪などの特殊弾(浮環弾)の発射も可能となったことから、海難事故のみならず洪水などの水害における水難救助や山岳救助、都市型レスキューなどにおける重要な機材の一つとなっている。日本の消防が採用している空圧式救命索発射銃の射程は、ロープ付きゴム弾が約90m、浮環弾は約80mとされる。
空圧式は発射音がほとんどしないことから、人質救出作戦などにおいて建物の高所から迅速に特殊部隊員を侵入させるための機材としても用いられている。
単純に高所に索を投てきする目的では空圧式より安価且つ簡便に運用可能なシステムとしてスリングショット型のものも登場している。

## ギャラリー

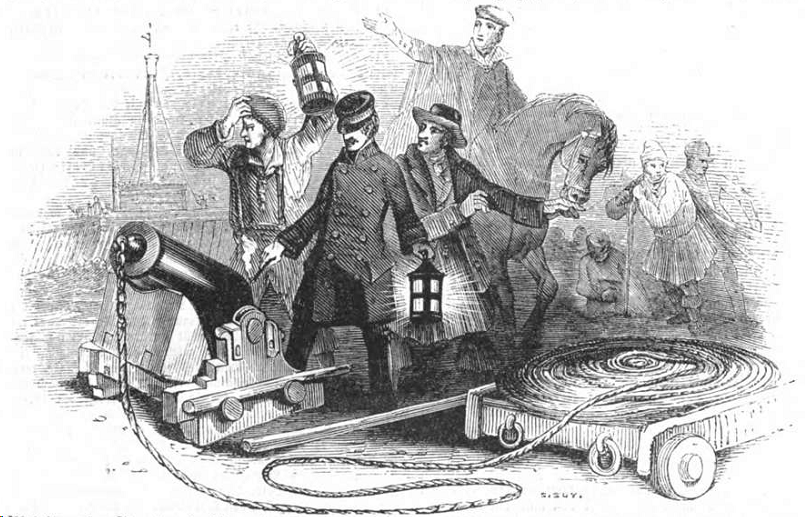
史上初の索発射砲、マンビー臼砲の絵画(1843年)
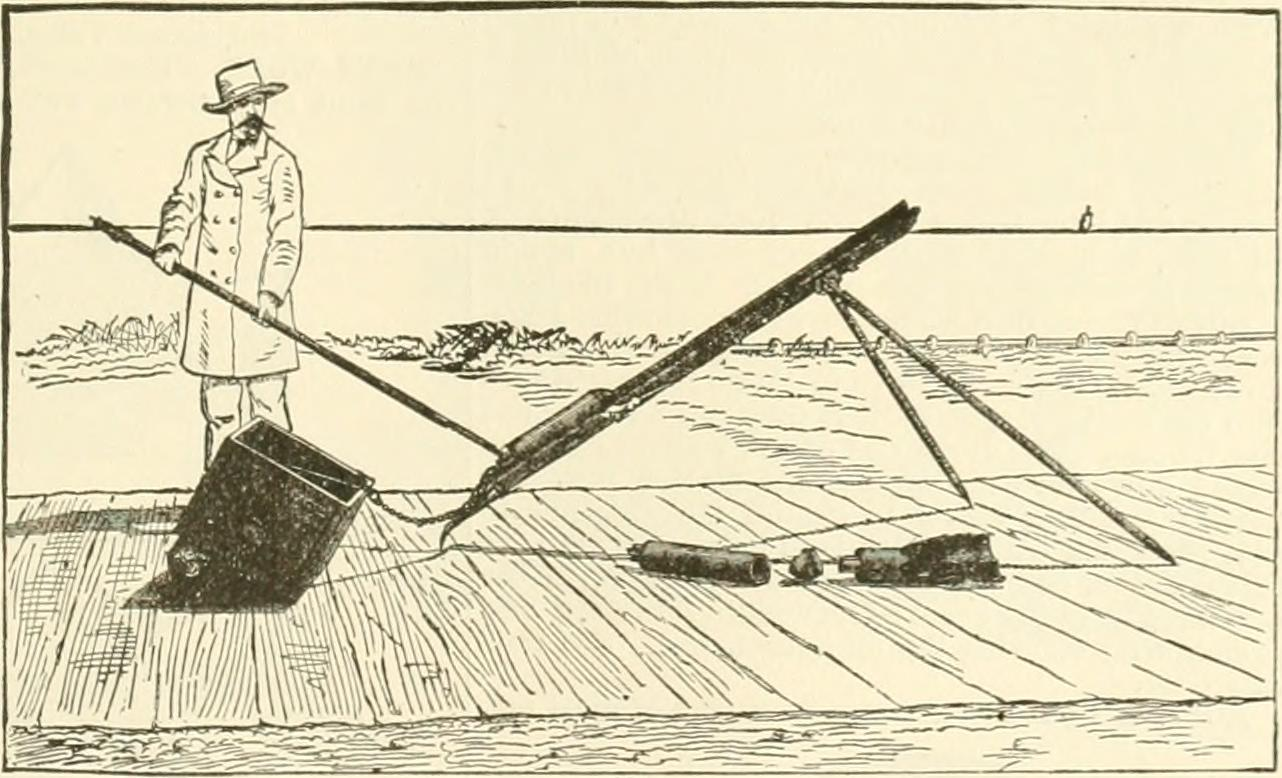
初期の単段ロケット型索発射装置の一例、フーパー・ライフセービング・ロケット(1880年)
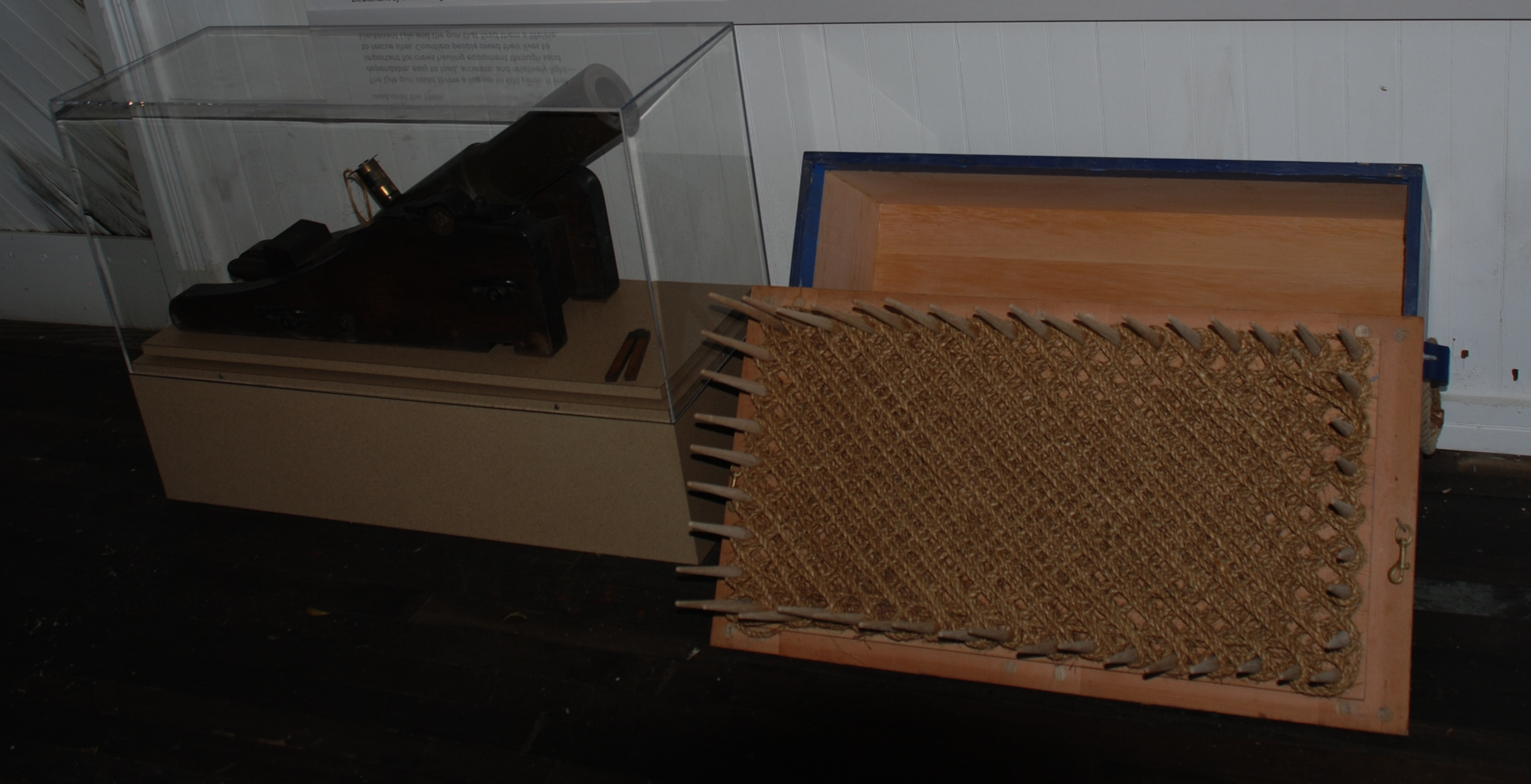
ノースカロライナ州ポーツマス島（英語版）に保管されているライル砲(2014年)
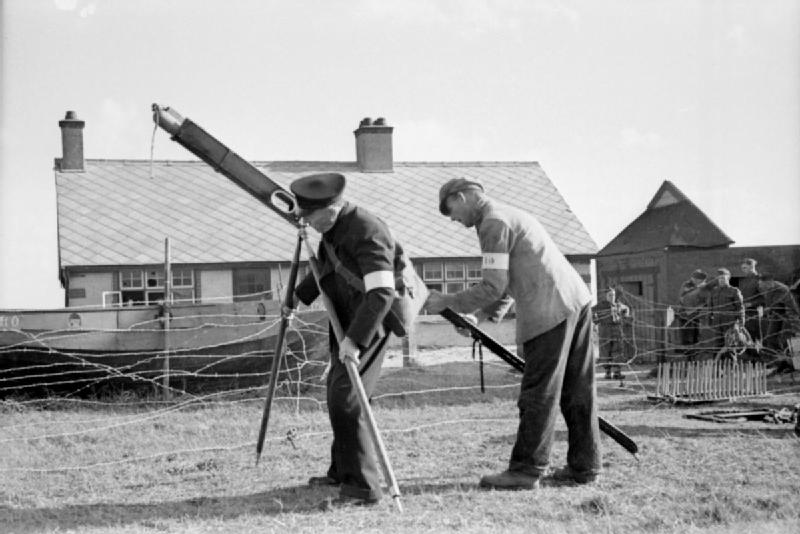
英国東海岸の沿岸警備隊で運用されるボクサー・ロケット(1940年)
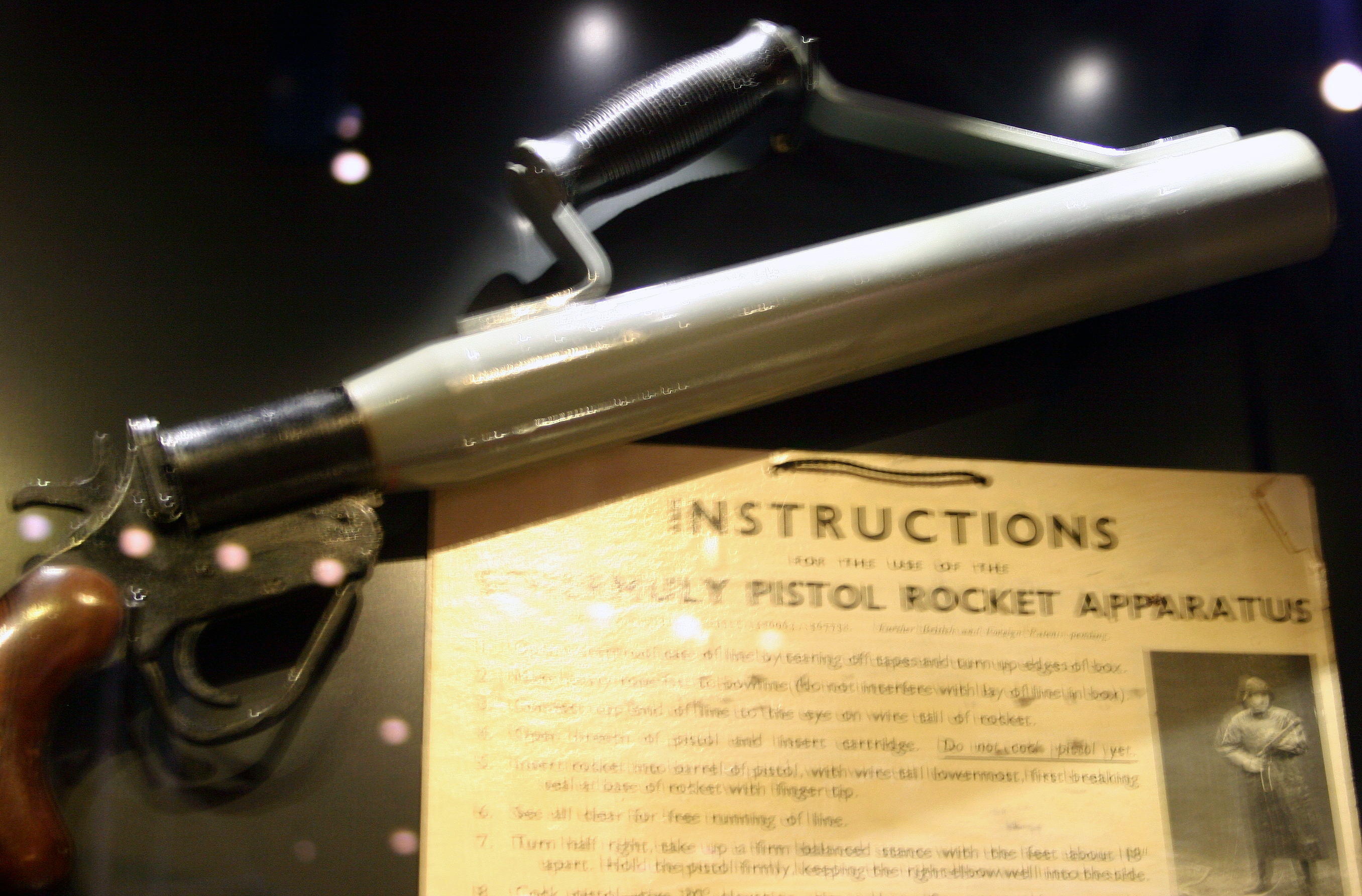
軽量コンパクトな構造で索発射銃史上における重大な転換点となったシャムリー・ロケット・ピストル・アパラタス(SRPA)(2009年)
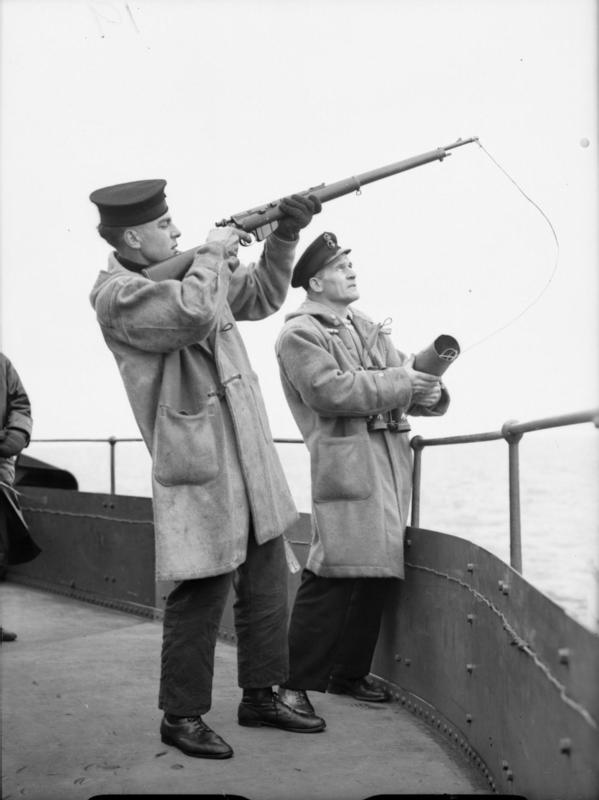
駆逐艦HMS ヴァニティ (D28)（英語版）艦上にてリー・エンフィールド小銃改造の索発射銃を構える英海軍兵。(1939-1945年)
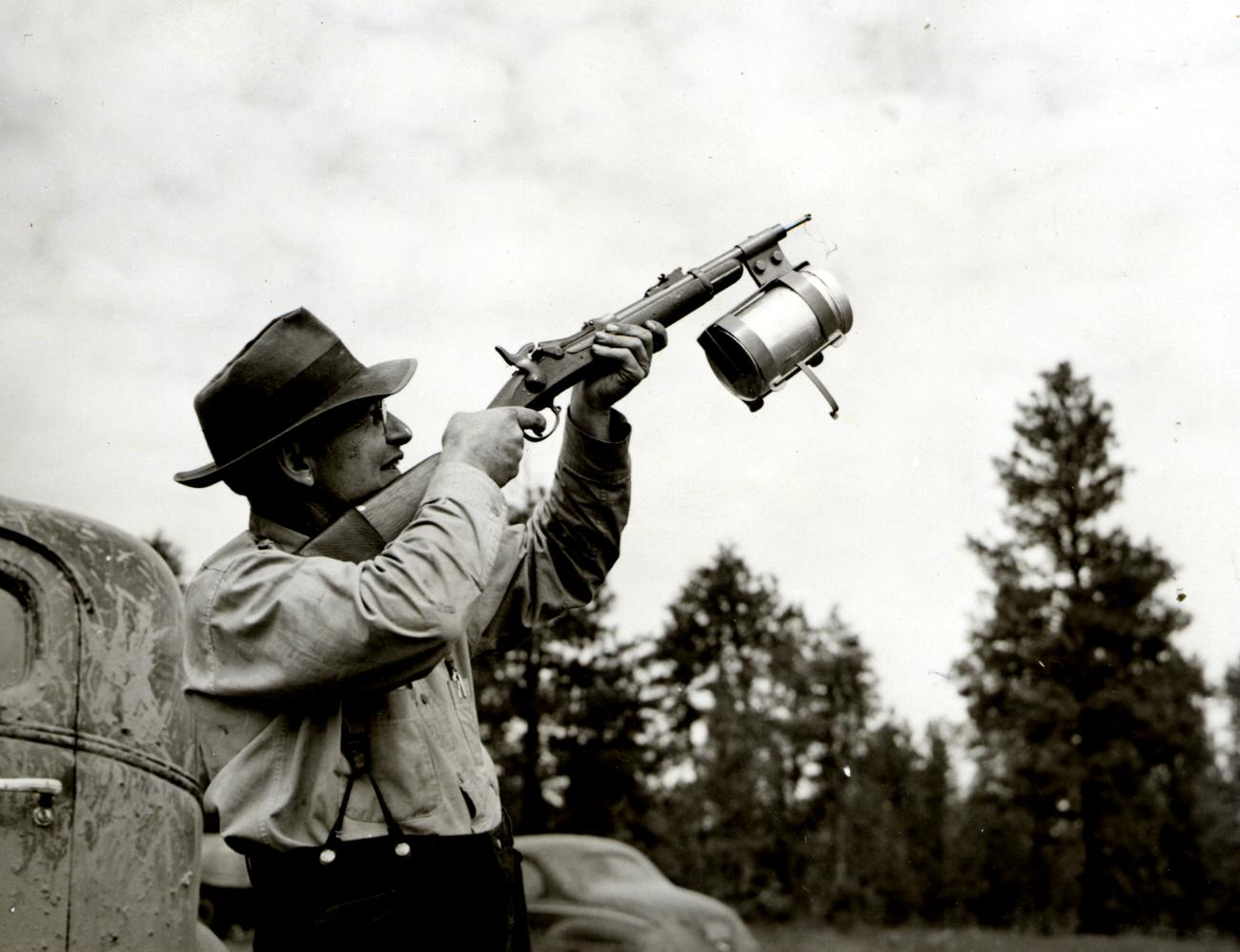
スプリングフィールドM1873改造の索発射銃を構えるアメリカ合衆国森林局（英語版）の研究者(1948年)
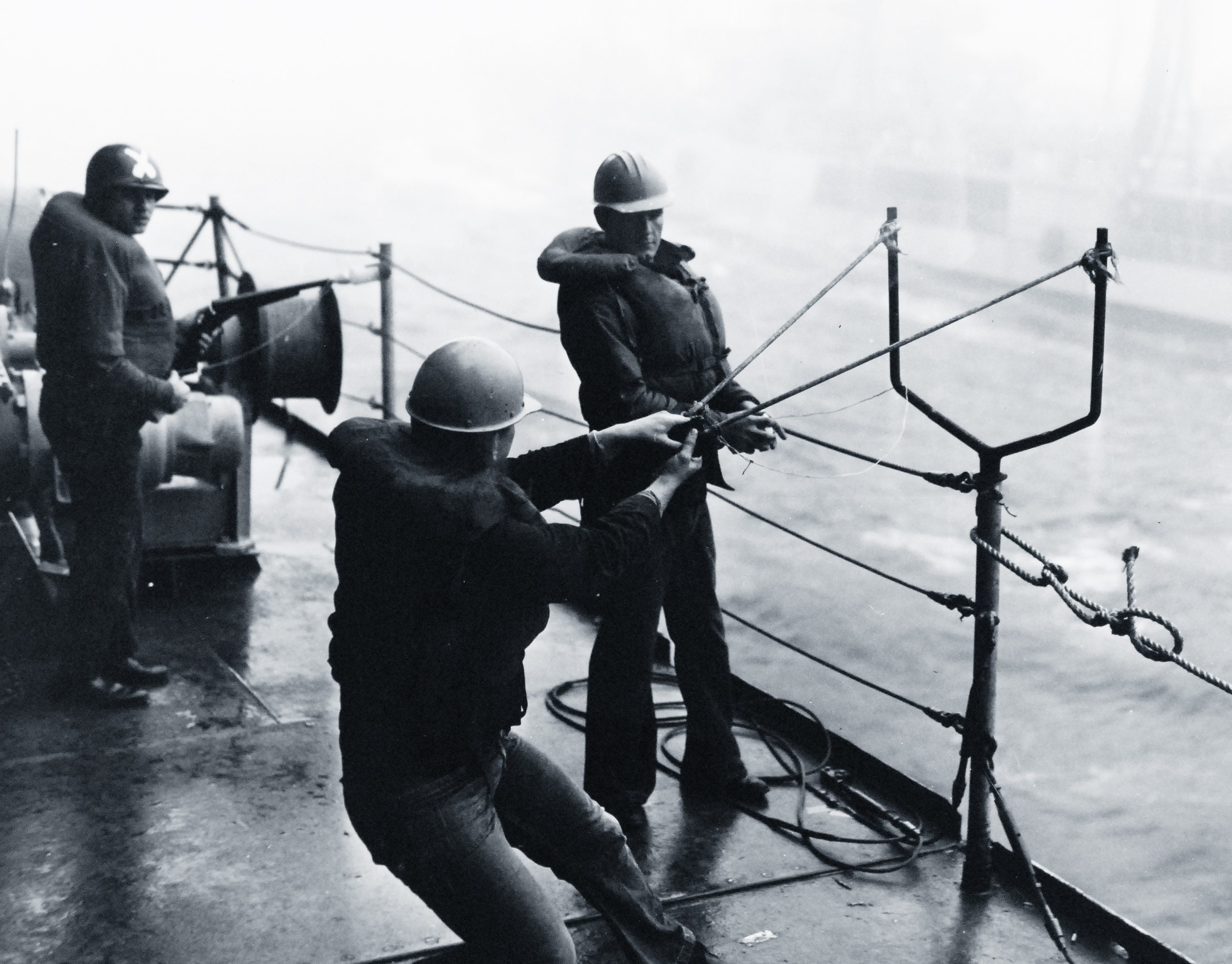
USS シャングリラ(CV-38)艦上にて、USS カルーザハッチー(AO-98)（英語版）に向けてスリングショット型索発射装置の試験を行う米国海軍兵達。最大射程は200フィート(約60m)であったという。(1963年)
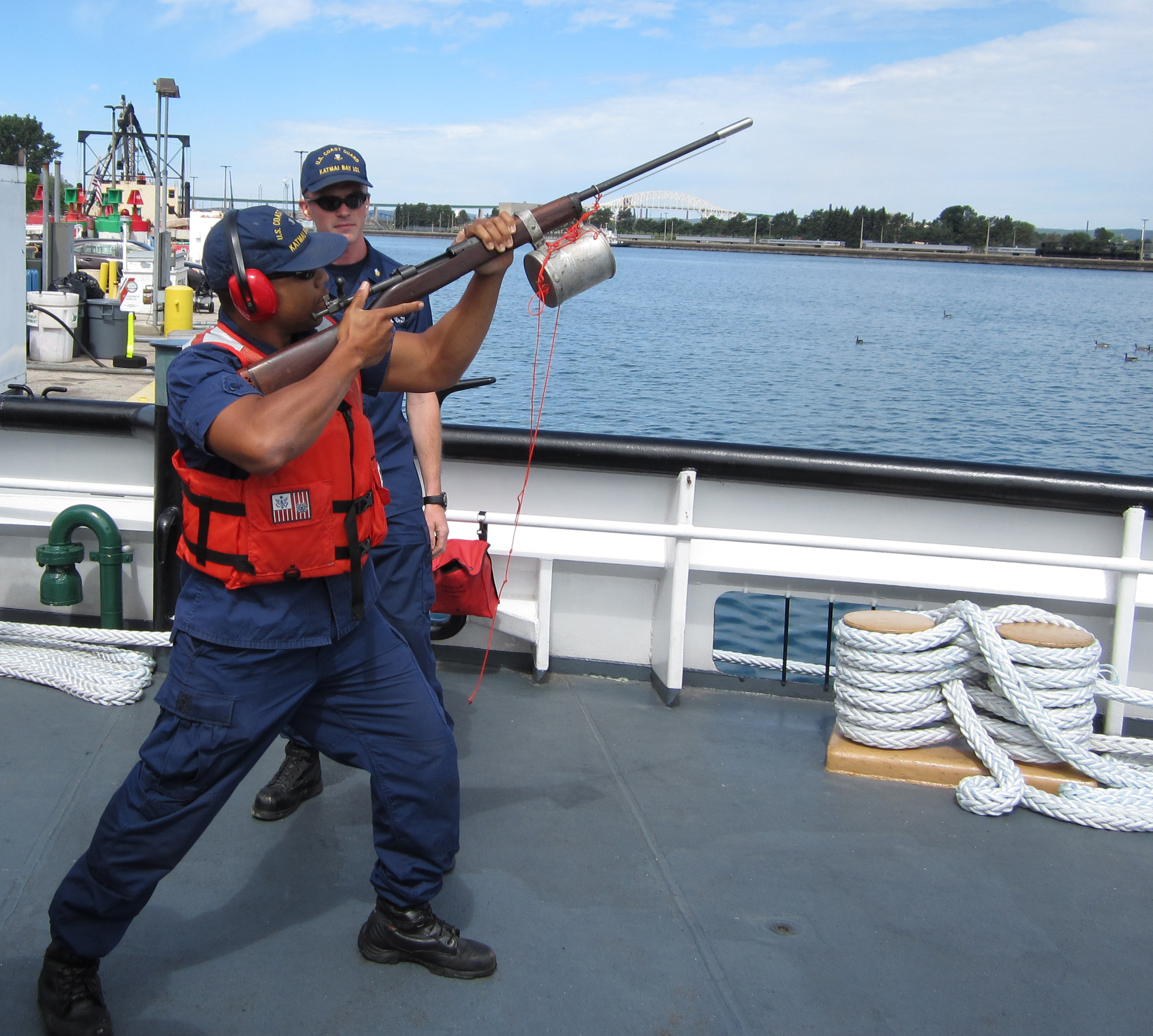
USCGC カトマイベイ (WTGB-101)（英語版）艦上にてスプリングフィールドM1903小銃改造の索発射銃を構える米国沿岸警備隊員(2013年)
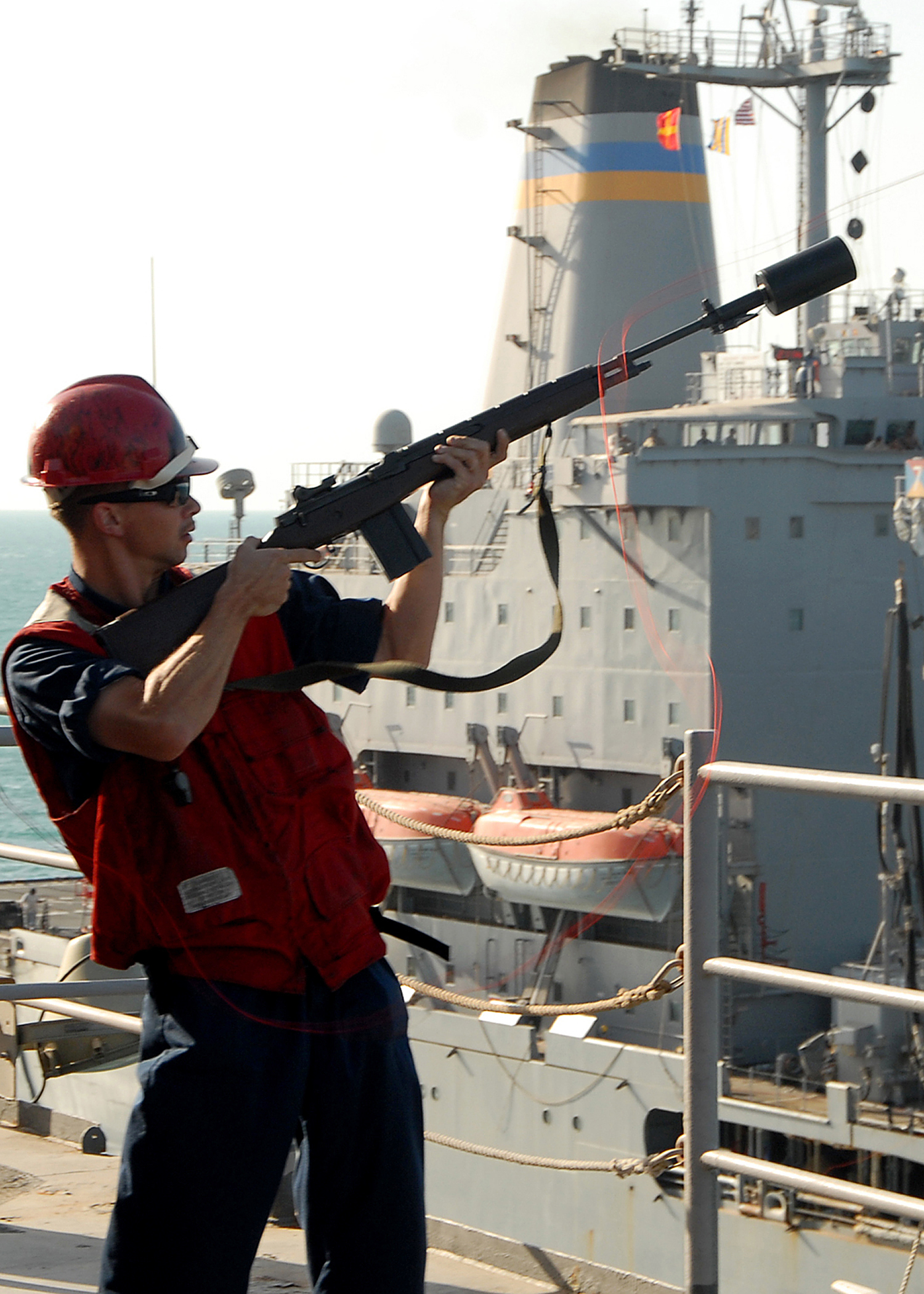
USNS ララミー (T-AO-203)（英語版）艦上にてスプリングフィールドM14改造のMk 87 Mod 1索発射銃を構える米国海軍兵(2008年)
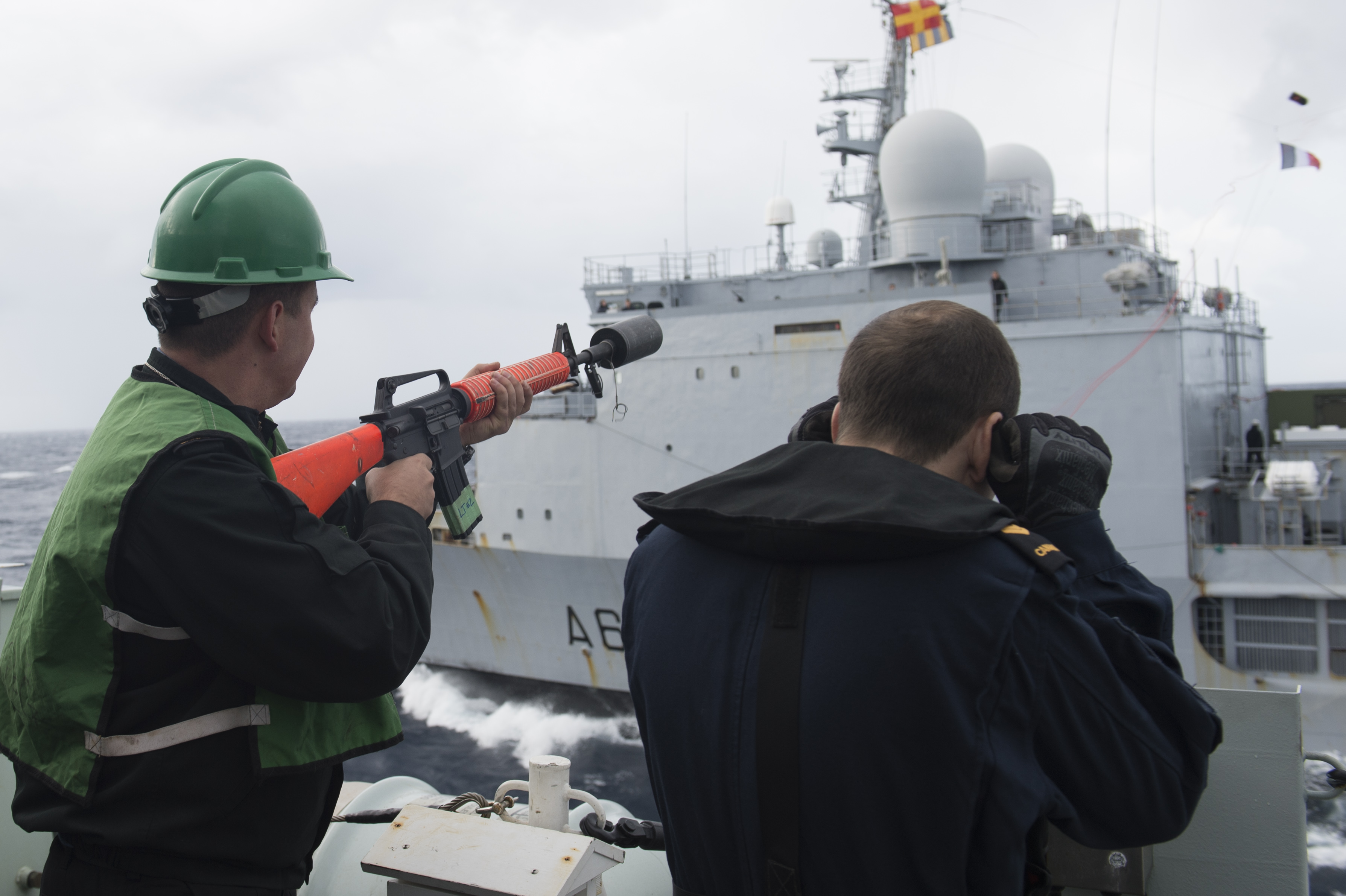
HMCS ウィニペグ(FFH 338)艦上よりフランス海軍補給艦ソンム(A631)（英語版）に向けてアーマライト AR-15改造の索発射銃を構えるカナダ海軍兵(2015年)
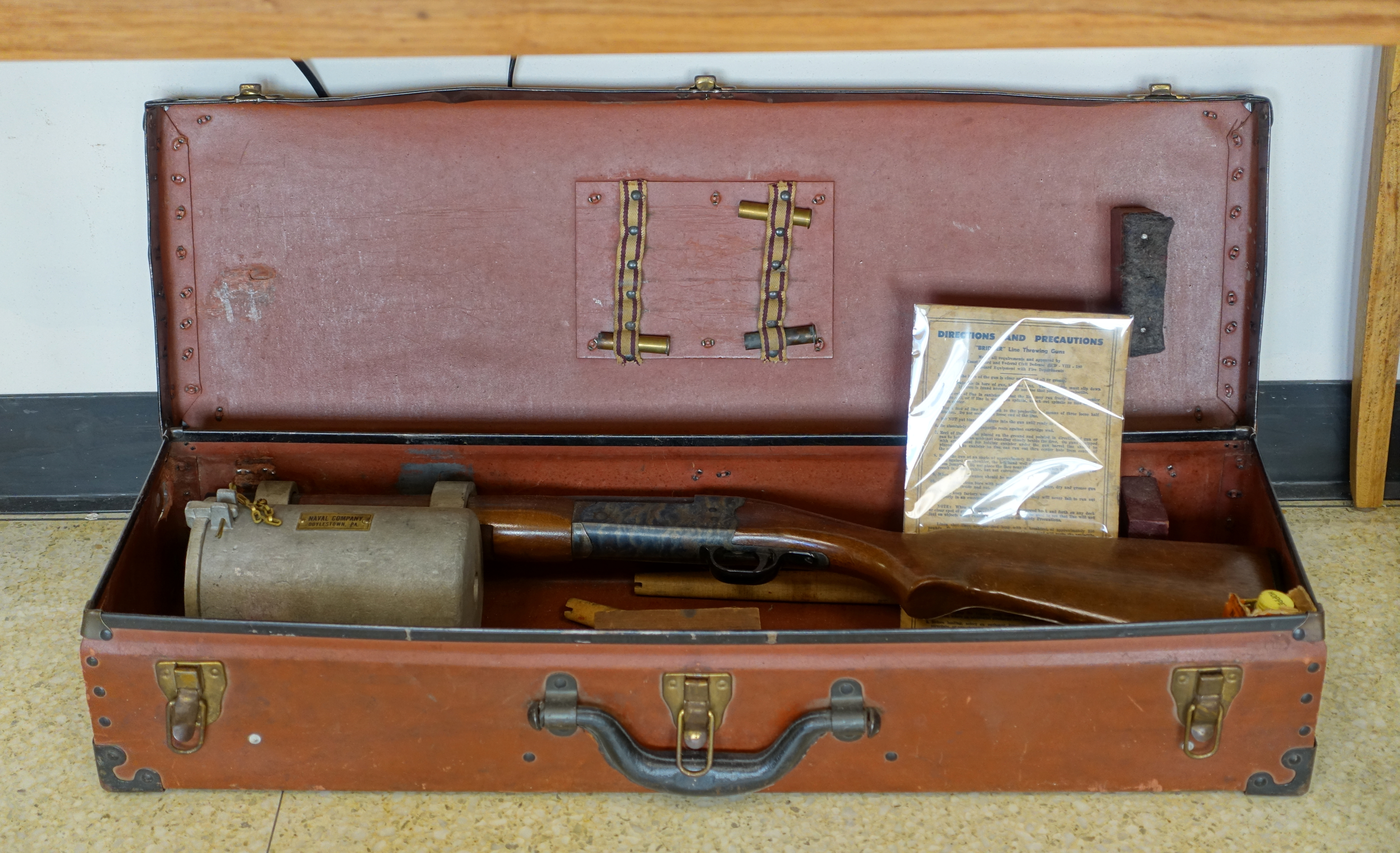
元折単身単発銃を改造する形で注文生産されるブリッジャー・ライン・スローイングガン(2015年)